# Salterio di Ricemarch
Il Salterio di Ricemarch è un salterio miniato gallese dell'XI secolo in stile tardo-insulare che è stato descritto come "ibero-danese" invece dell'usuale "ibero-sassone" poiché quanto riflette l'influenza vichinga.
Formato da 159 fogli in pergamena, comprende le seguenti sezioni: Lettera di San Girolamo a Cromazio ed Elidoro; Breviarius Apostolorum; Martyrologium Hieronymianum e varie tavole.
Il Salterio di Ricemarch è uno dei due manoscritti superstiti dello scriptorium di Llanbadarn Fawr, in Galles, fondato dal padre dello scrivano e primo proprietario. L'altro manoscritto è un De Trinitate di Sant'Agostino che si trova a Cambridge, opera dello stesso scriba.
Il salterio si trova oggi al Trinity College di Dublino catalogato come MS 50.

## Storia
Il Salterio fu presentato tra il 1064 e il 1082 da uno scriba di nome Ithael a suo fratello Rhygyfarch, nome che nell'ortografia gallese antica dell'XI secolo significa Ricemarch. Questi era un docente nella scuola di St. David. Il padre, Sulien (latinizzato come Sulgenus), che nel 1072 sarebbe diventato vescovo di St. David, aveva precedentemente vissuto in Irlanda per motivi di studio; la decorazione del Salterio è fortemente influenzata dagli stili irlandesi coevi.

## Stile
È possibile che Rhygyfarch abbia scritto personalmente alcune sezioni del manoscritto, poiché la calligrafia non è sempre uniforme. Sicuramente compose lui stesso alcuni versi anche se non scrisse le sezioni del manoscritto dove furono trascritti.
Hugh Jackson Lawlor, a differenza di altri studiosi, è dell'opinione che il salterio, come già detto, non sia stato scritto principalmente da Rhygyfarch.
Le grandi iniziali nelle righe iniziali delle pagine del manoscritto, sono tipiche di altri manoscritti miniati dell'epoca, con colorati intrecci celtici abitati da animali.
È probabile che Ithael abbia scritto il testo mentre John abbia realizzato le grandi iniziali e le miniature. I disegni, pur essendo limitati per varietà, sono molto apprezzati dagli studiosi di manoscritti miniati.
Altri manoscritti insulari miniati provenienti dal Galles sono il Libro di Lichfield e gli Hereford Gospels.